# Block Peak
Il Block Peak è un picco roccioso alto 2.770 m, situato 7 km a nordovest del Mauger Nunatak nelle Grosvenor Mountains, catena montuosa che fa parte dei Monti della Regina Maud, in Antartide. 
Fu scoperto dal retroammiraglio Richard Evelyn Byrd nel novembre 1929 durante il volo verso il Polo Sud nel corso della spedizione polare.
La denominazione è stata assegnata dallo stesso Byrd in onore di William Block, figlio del giornalista e editore di quotidiani Paul Block, che era stato uno dei finanziatori della spedizione.